# بیلوپیلیا
بیلوپیلیا (اوکراینی: Білопі́лля, تلفظ می‌شود [b⁽ʲ⁾i.ɫoˈp⁽ʲ⁾i.lʲːɐ]; روسی: Белополье, translit.: Belopol`ye) شهری در استان سومی در کشور اوکراین واقع شده‌است. جمعیت این شهر ۱۸٬۳۸۴ نفر است.